# Seleção dos Estados Unidos de Voleibol Masculino

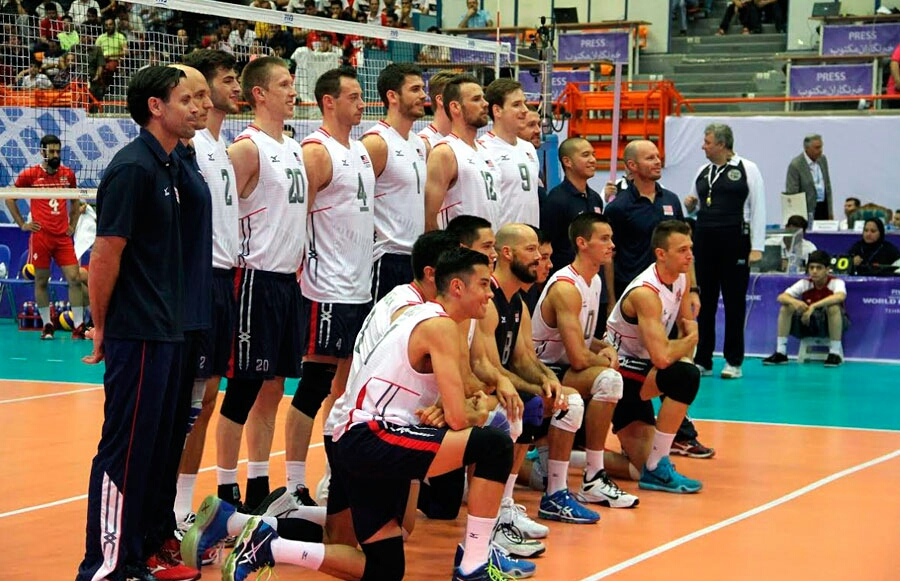
Seleção dos Estados Unidos em 2015.

A seleção dos Estados Unidos de voleibol masculino é uma equipe norte-americana composta pelos melhores jogadores de voleibol masculino dos Estados Unidos da América. Ela é controlada pela Federação de Voleibol dos Estados Unidos (USA Volleyball). Encontra-se na 3ª posição no ranking da FIVB segundo dados de 30 de agosto de 2024.

## Histórico
Trata-se de uma equipe historicamente muito vitoriosa, pois já conquistou os principais títulos internacionais tais como os Jogos Olímpicos, o Campeonato Mundial e a Liga Mundial. Também pode se dizer que o time é bastante tradicional, pois sempre figurou entre os melhores do mundo, além de que foi neste país que foi criado o voleibol.

## Resultados obtidos nos principais campeonatos

### Jogos Olímpicos
| Ano  | Sede             | Classificação |
| ---- | ---------------- | ------------- |
| 1964 | Tóquio           | 9º            |
| 1968 | Cidade do México | 7º            |
| 1984 | Los Angeles      | 1º            |
| 1988 | Seul             | 1º            |
| 1992 | Barcelona        | 3º            |
| 1996 | Atlanta          | 9º            |
| 2000 | Sydney           | 11º           |
| 2004 | Atenas           | 4º            |
| 2008 | Pequim           | 1º            |
| 2012 | Londres          | 5º            |
| 2016 | Rio de Janeiro   | 3º            |
| 2020 | Tóquio           | 10º           |
| 2024 | Paris            | 3º            |

### Campeonato Mundial
| Ano  | Sede                | Classificação |
| ---- | ------------------- | ------------- |
| 1956 | França              | 6º            |
| 1960 | Brasil              | 7º            |
| 1966 | Tchecoslováquia     | 11º           |
| 1970 | Bulgária            | 18º           |
| 1974 | México              | 14º           |
| 1978 | Itália              | 19º           |
| 1982 | Argentina           | 13º           |
| 1986 | França              | 1º            |
| 1990 | Brasil              | 13º           |
| 1994 | Grécia              | 3º            |
| 1998 | Japão               | 9º            |
| 2002 | Argentina           | 9º            |
| 2006 | Japão               | 10º           |
| 2010 | Itália              | 6º            |
| 2014 | Polónia             | 7º            |
| 2018 | Itália /            | 3º            |
| 2022 | Eslovênia / Polónia | 6º            |

### Copa do Mundo
| Ano  | Sede  | Classificação |
| ---- | ----- | ------------- |
| 1977 | Japão | 10º           |
| 1985 | Japão | 1º            |
| 1989 | Japão | 4º            |
| 1991 | Japão | 3º            |
| 1995 | Japão | 4º            |
| 1999 | Japão | 4º            |
| 2003 | Japão | 4º            |
| 2007 | Japão | 4º            |
| 2011 | Japão | 6º            |
| 2015 | Japão | 1º            |
| 2019 | Japão | 3º            |
| 2023 | Japão | 1º            |

### Copa dos Campeões
| Ano  | Sede  | Classificação |
| ---- | ----- | ------------- |
| 1993 | Japão | 5º            |
| 2005 | Japão | 2º            |
| 2013 | Japão | 5º            |
| 2017 | Japão | 4º            |

### Liga das Nações
| Ano  | Sede    | Classificação |
| ---- | ------- | ------------- |
| 2018 | Lille   | 3º            |
| 2019 | Chicago | 2º            |
| 2021 | Rimini  | 7º            |
| 2022 | Bolonha | 2º            |
| 2023 | Gdansk  | 2º            |
| 2024 | Łódź    | 12º           |
| 2025 | Ningbo  | 12º           |

### Liga Mundial
| Ano  | Sede           | Classificação |
| ---- | -------------- | ------------- |
| 1990 | Osaka          | 7º            |
| 1991 | Milão          | 6º            |
| 1992 | Gênova         | 3º            |
| 1993 | São Paulo      | 9º            |
| 1994 | Milão          | 12º           |
| 1995 | Rio de Janeiro | 10º           |
| 2000 | Roterdã        | 6º            |
| 2001 | Katowice       | 9º            |
| 2006 | Moscou         | 10º           |
| 2007 | Katowice       | 3º            |
| 2008 | Rio de Janeiro | 1º            |
| 2009 | Belgrado       | 6º            |
| 2010 | Córdoba        | 8º            |
| 2011 | Gdańsk / Sopot | 7º            |
| 2012 | Sófia          | 2º            |
| 2013 | Mar del Plata  | 12º           |
| 2014 | Florença       | 1º            |
| 2015 | Rio de Janeiro | 3º            |
| 2016 | Cracóvia       | 5º            |
| 2017 | Curitiba       | 4º            |

### Campeonato NORCECA
| Ano  | Sede                       | Classificação |
| ---- | -------------------------- | ------------- |
| 1969 | Cidade do México           | 3º            |
| 1971 | Havana                     | 2º            |
| 1973 | Tijuana                    | 1º            |
| 1975 | Los Angeles                | 3º            |
| 1977 | Santo Domingo              | 3º            |
| 1979 | Havana                     | 5º            |
| 1981 | Cidade do México           | 2º            |
| 1983 | Indianápolis               | 1º            |
| 1985 | Santiago de los Caballeros | 1º            |
| 1987 | Havana                     | 2º            |
| 1989 | San Juan                   | 3º            |
| 1991 | Regina                     | 2º            |
| 1993 | Nova Orleans               | 2º            |
| 1995 | Edmonton                   | 2º            |
| 1997 | San Juan                   | 2º            |
| 1999 | Monterrey                  | 1º            |
| 2001 | Bridgetown                 | 2º            |
| 2003 | Culiacán                   | 1º            |
| 2005 | Winnipeg                   | 1º            |
| 2007 | Anaheim                    | 1º            |
| 2009 | Bayamón                    | 2º            |
| 2011 | Mayagüez                   | 2º            |
| 2013 | Langley                    | 1º            |
| 2017 | Colorado Springs           | 1º            |
| 2019 | Winnipeg                   | 2º            |
| 2021 | Durango                    | 5º            |
| 2023 | Charleston                 | 1º            |

### Copa Pan-Americana
| Ano  | Sede               | Classificação |
| ---- | ------------------ | ------------- |
| 2006 | Tijuana / Mexicali | 1º            |
| 2008 | Winnipeg           | 1º            |
| 2009 | Chiapas            | 1º            |
| 2010 | San Juan           | 1º            |
| 2011 | Gatineau           | 2º            |
| 2012 | Santo Domingo      | 1º            |
| 2013 | Cidade do México   | 5º            |
| 2014 | Tijuana            | 2º            |
| 2015 | Reno               | 6º            |
| 2016 | Cidade do México   | 5º            |
| 2017 | Gatineau           | 5º            |
| 2018 | Córdoba            | 7º            |
| 2019 | Colima             | 5º            |
| 2021 | Santo Domingo      | 3º            |
| 2022 | Gatineau           | 3º            |
| 2023 | Guadalajara        | 5º            |

### Jogos Pan-Americanos
| Ano  | Sede             | Classificação |
| ---- | ---------------- | ------------- |
| 1955 | Cidade do México | 1º            |
| 1959 | Chicago          | 1º            |
| 1963 | São Paulo        | 2º            |
| 1967 | Winnipeg         | 1º            |
| 1971 | Cáli             | 2º            |
| 1975 | Cidade do México | 4º            |
| 1979 | Caguas           | 5º            |
| 1983 | Caracas          | 4º            |
| 1987 | Indianápolis     | 1º            |
| 1991 | Havana           | 4º            |
| 1995 | Mar del Plata    | 2º            |
| 1999 | Winnipeg         | 7º            |
| 2003 | Santo Domingo    | 6º            |
| 2007 | Rio de Janeiro   | 2º            |
| 2011 | Guadalajara      | 5º            |
| 2015 | Toronto          | 6º            |
| 2019 | Lima             | 6º            |

### Copa dos Campeões da NORCECA
| Ano  | Sede             | Classificação |
| ---- | ---------------- | ------------- |
| 2015 | Detroit          | 2º            |
| 2019 | Colorado Springs | 2º            |

### Copa América
| Ano  | Sede                  | Classificação |
| ---- | --------------------- | ------------- |
| 1998 | Mar del Plata         | 4º            |
| 1999 | Tampa                 | 2º            |
| 2000 | São Bernardo do Campo | 3º            |
| 2001 | Buenos Aires          | 4º            |
| 2005 | São Leopoldo          | 1º            |
| 2007 | Manaus                | 1º            |
| 2008 | Cuiabá                | 5º            |

### Jogos da Boa Vontade
| Ano  | Sede    | Classificação |
| ---- | ------- | ------------- |
| 1986 | Moscou  | 1º            |
| 1990 | Seattle | 4º            |

## Medalhas
| Evento                       | Ouro | Prata | Bronze | Total |
| ---------------------------- | ---- | ----- | ------ | ----- |
| Jogos Olímpicos              | 3    | 0     | 3      | 6     |
| Campeonato Mundial           | 1    | 0     | 2      | 3     |
| Copa do Mundo                | 3    | 0     | 2      | 5     |
| Copa dos Campeões            | 0    | 1     | 0      | 1     |
| Liga Mundial                 | 2    | 1     | 3      | 6     |
| Liga das Nações              | 0    | 3     | 1      | 4     |
| Jogos Pan-Americanos         | 4    | 4     | 0      | 8     |
| Copa Pan-Americana           | 5    | 2     | 2      | 9     |
| Campeonato NORCECA           | 10   | 11    | 4      | 25    |
| Copa América                 | 2    | 1     | 1      | 4     |
| Copa dos Campeões da NORCECA | 0    | 2     | 0      | 2     |
| Total                        | 30   | 25    | 18     | 73    |

## Jogadores notáveis
- Bob Ctvrtlik
- Clay Stanley
- Craig Buck
- Dave Saunders
- Dusty Dvorak
- Eric Sato
- Jeff Stork
- Jon Stanley
- Karch Kiraly
- Larry Rundle
- Lloy Ball
- Matthew Anderson
- Michael O'Hara
- Mike Bright
- Ron Lang
- Scott Fortune
- Sinjin Smith
- Steve Timmons
- Thomas Allen Haine

## Hall da Fama do Voleibol
- Bob Ctvrtlik
- Craig Buck
- Dusty Dvorak
- Jeff Stork
- Jon Stanley
- Karch Kiraly
- Larry Rundle
- Michael O'Hara
- Mike Bright
- Ron Lang
- Sinjin Smith
- Steve Timmons
- Thomas Allen Haine

## Elenco atual
Última convocação realizada para a disputa do Campeonato Mundial de 2022.
Técnico:  John Speraw
| Camisa | Nome               | Posição    | Altura (m) | Peso (kg) | Clube atual              |
| ------ | ------------------ | ---------- | ---------- | --------- | ------------------------ |
| 1      | Matthew Anderson   | Oposto     | 2,04       | 110       | Zenit St. Petersburg     |
| 2      | Aaron Russell      | Ponteiro   | 2,05       | 98        | JT Thunders Hiroshima    |
| 4      | Jeffrey Jendryk    | Central    | 2,08       | 89        | LUK Lublin               |
| 5      | Kyle Ensing        | Oposto     | 2,01       | 100       | Saint-Nazaire VBA        |
| 8      | Torey DeFalco      | Ponteiro   | 1,98       | 95        | Asseco Resovia Rzeszów   |
| 11     | Micah Christenson  | Levantador | 1,98       | 88        | Zenit Kazan              |
| 15     | Kyle Russell       | Oposto     | 2,05       | 97        | Arago de Sète            |
| 16     | Joshua Tuaniga     | Levantador | 1,91       | 101       | Indykpol AZS Olsztyn     |
| 18     | Garrett Muagututia | Ponteiro   | 1,96       | 92        | —                        |
| 19     | Taylor Averill     | Central    | 2,01       | 94        | Indykpol AZS Olsztyn     |
| 20     | David Smith        | Central    | 2,02       | 86        | ZAKSA Kędzierzyn-Koźle   |
| 21     | Mason Briggs       | Líbero     | 1,83       | 70        | —                        |
| 22     | Erik Shoji         | Líbero     | 1,84       | 83        | ZAKSA Kędzierzyn-Koźle   |
| 23     | Cody Kessel        | Ponteiro   | 1,97       | 93        | Berlin Recycling Volleys |